# Arbeitsdorf
Arbeitsdorf foi um campo de concentração nazista criado em 1942.

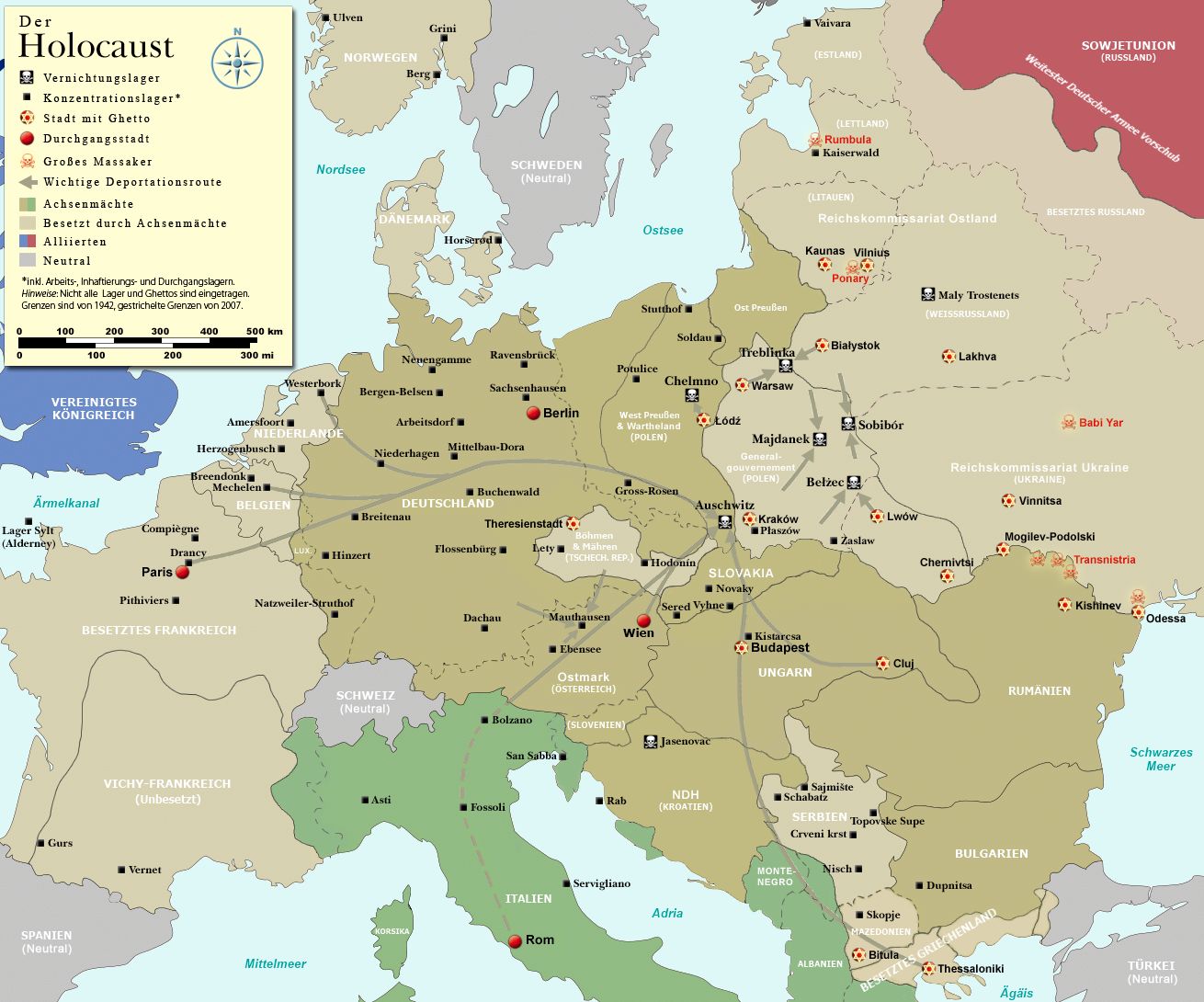
Mapa com a localização de Arbeitsdorf.